# SPAD
SPAD (фр. Société Pour L'Aviation et ses Dérivés) — французское авиастроительное предприятие, действовавшее в 1911—1921 годах. В годы Первой мировой войны истребители SPAD составили более 1/5 всего выпуска самолётов во Франции.

## SPAD Армана Депердюссена

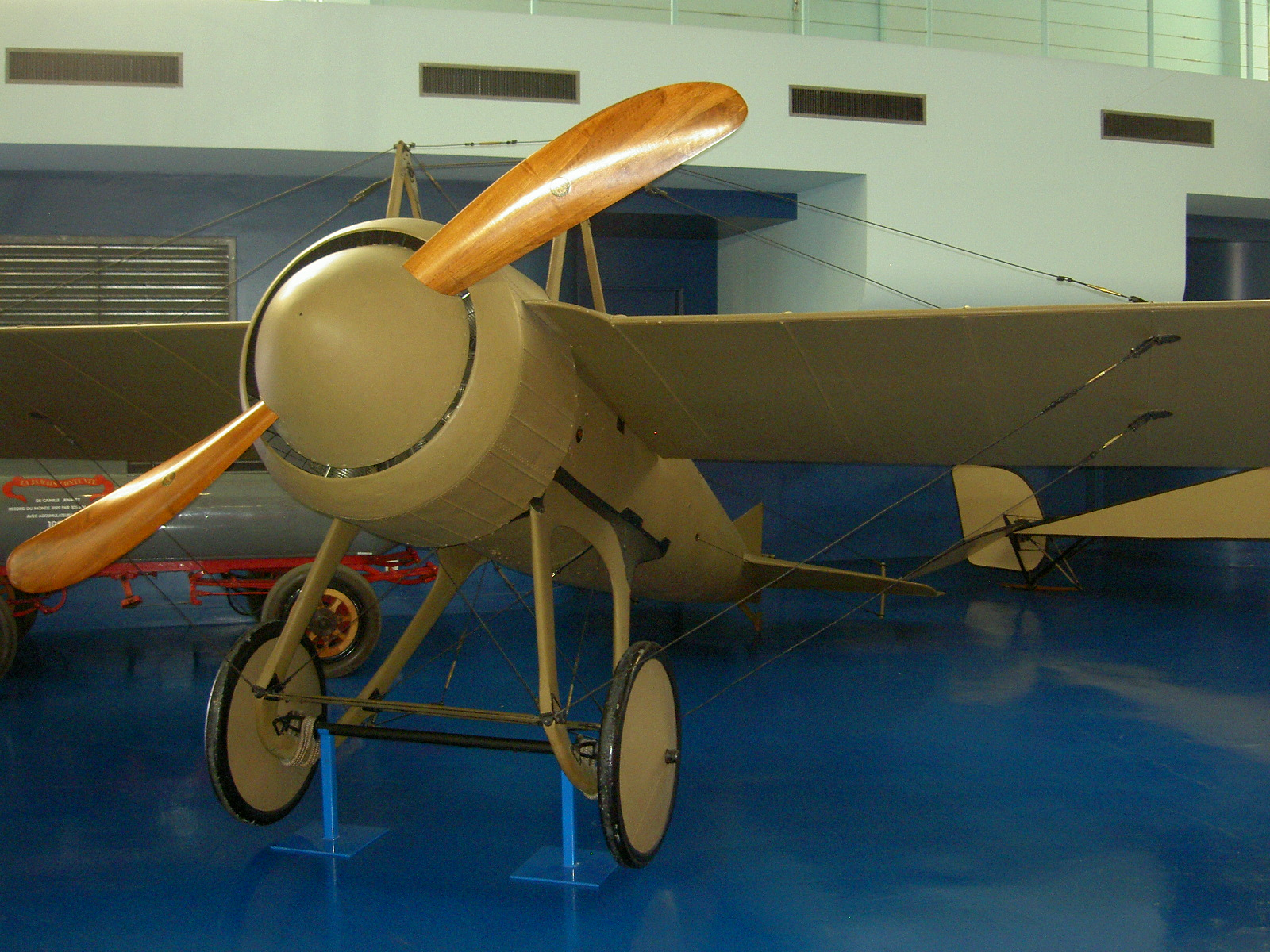
Deperdussin Monococque, 1912

В 1911 году предприниматель из Бельгии Арман Депердюссен, с 1908 года строивший в Лаоне опытные самолёты по проектам Луи Бешеро, основал акционерную компанию Société des Aéroplanes Deperdussin, в 1912 году переименованную в Société Provisoire des Aéroplanes Deperdussin. Под руководством Депердюссена были выпущены удачные подкосные монопланы Бешеро Deperdussin Monocoque и Deperdussin TT (63 ТТ были собраны в России). 9 сентября 1912 года самолёт Депердюссена, пилотируемый Жюлем Ведрином, выиграл гонки в Чикаго, 16 апреля 1913 года выиграл первый Кубок Шнейдера, а 29 сентября 1913 года поставил абсолютный рекорд скорости в 203,85 км/ч.
В 1913 году Депердюссен был арестован по обвинению в мошенничестве. Активы его предприятия были выкуплены группой инвесторов во главе с Луи Блерио, которые сменили имя компании на Société Pour L’Aviation et ses Dérivés и утвердили Луи Бешеро главным конструктором.

## SPAD Луи Блерио и Луи Бешеро

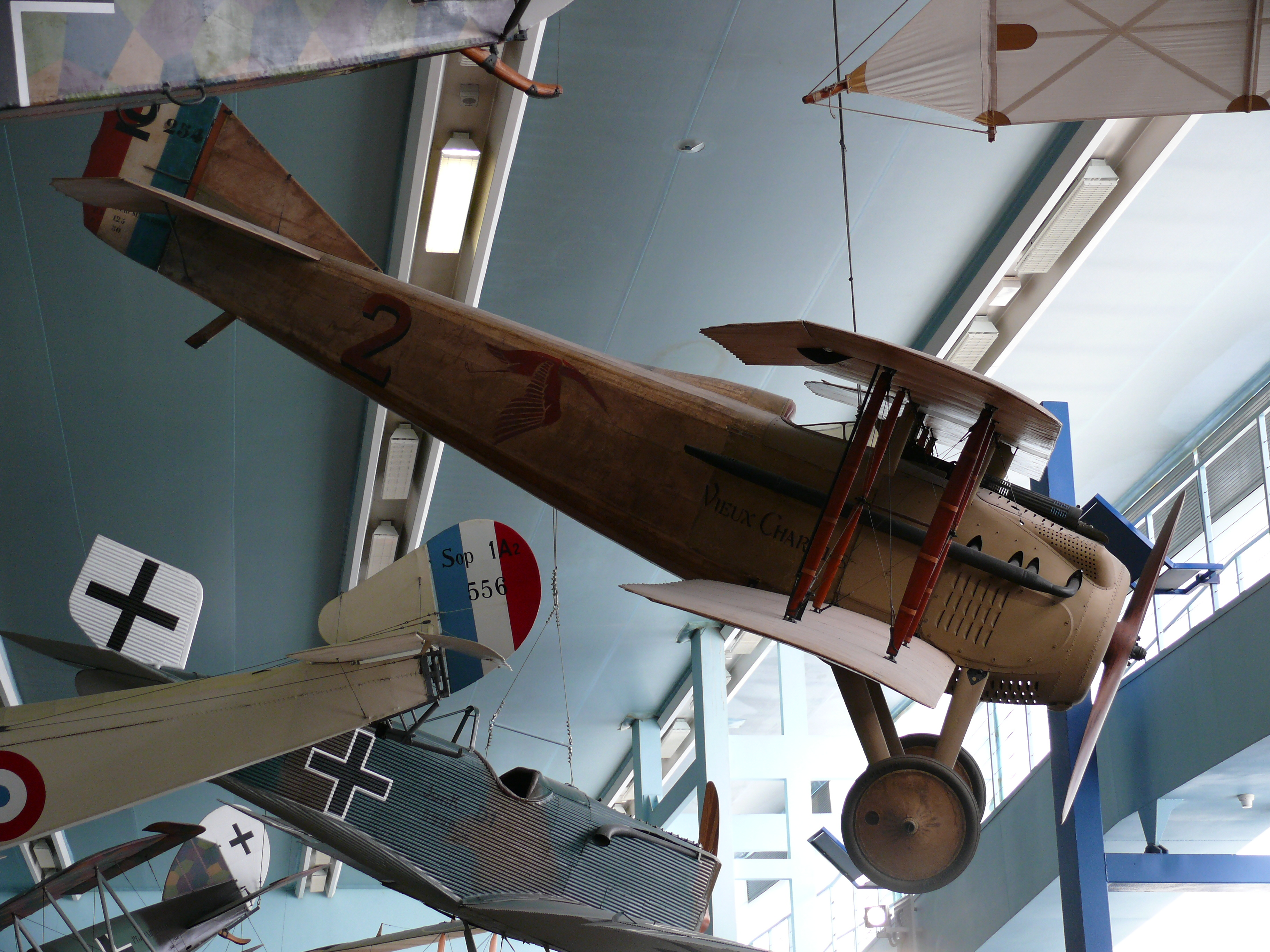
SPAD S.VII, 1916—1918

Первые истребители SPAD (SPAD A.1, A.2, A.3, A.4) были построены по необычной и сложной схеме, в которой стрелок с пулемётом размещался в отдельной съёмной гондоле, установленной перед пропеллером. Около 60 таких машин, оказавшихся в реальном бою неудачными, было выпущено для французской армии и около 60 — для российской.
В мае 1916 года на испытания вышел одноместный истребитель SPAD S.VII со 150-сильным мотором Hispano-Suiza — первая по-настоящему успешная модель истребителя SPAD. Только во Франции было выпущено свыше 3 500 машин всех модификации, в России — около сотни. Двухместные SPAD S.XI и SPAD S.XVI, развитие темы SPAD S.VII, были выпущены тысячными сериями (конкурент, двухместный Breguet 14, был выпущен серией в 5 500 машин). SPAD S.XII, модификация SPAD S.VII, был впервые в истории авиации вооружён 37-мм пушкой, стрелявшей через вал винта; армия заказала около 300 машин, которые были тут же переоборудованы в обычные, пулемётные, истребители.
Самой массовой моделью стал SPAD S.XIII, выпуск которого оценивается различными источниками от 7300 до 8472 машин.
После войны фирма некоторое время существовало под именем Blériot-SPAD и выпустило биплан-монокок SPAD 20 (всего 93 машины). Блерио, поставленный перед фактом уплаты 80 % налога на сверхприбыли военного времени, предпочёл ликвидировать Blériot-SPAD и продолжил деятельность под вывеской Blériot Aéronautique.